# Ляс-Ґлінянський
Ляс-Ґлінянський (пол. Las Gliniański) — село в Польщі, у гміні Солець-над-Віслою Ліпського повіту Мазовецького воєводства.
Населення — 63 особи (2011).
У 1975-1998 роках село належало до Радомського воєводства.

## Демографія
Демографічна структура станом на 31 березня 2011 року:
|          | Загалом | Допрацездатний вік | Працездатний вік | Постпрацездатний вік |
| -------- | ------- | ------------------ | ---------------- | -------------------- |
| Чоловіки | 32      | 5                  | 22               | 5                    |
| Жінки    | 31      | 5                  | 16               | 10                   |
| Разом    | 63      | 10                 | 38               | 15                   |